# 蘇清泉
蘇清泉（1957年8月5日—），中華民國政治人物，中國國民黨籍，生於屏東縣東港鎮，現任立法委員、國民黨政策會副執行長、國民黨屏東縣黨部主任委員，曾任醫師全聯會理事長。東港安泰醫院創辦人。

## 早期生涯
蘇清泉生於屏東縣東港鎮，父親蘇天生務農。
蘇清泉在雄中畢業後順利考上中山醫學院，結識現在的妻子蘇主榮。畢業後蘇清泉在台北馬偕醫院服務，曾任實習醫師、住院醫師、外科總醫師，胸腔心臟外科主治醫師。

## 從政
蘇清泉2008年立法委員選舉及2018年屏東縣縣長選舉皆與民主進步黨的潘孟安對決但均落敗。2022年屏東縣縣長選舉與民進黨提名的周春米對決，仍以些微之差落敗。雖其因故要求重新計票，但屏東地方法院以差距未低於千分之三的門檻為由駁回，後蘇清泉上訴至臺灣高等法院高雄分院並聲請「保全證據」，但法院以證據不足為由駁回，蘇確定敗訴。
2023年11月19日，蘇清泉入列國民黨不分區名單第11名，當選後不久接任屏東縣黨部主任委員。他在屏東縣縣長選舉以些微差距落選後表態爭取2024年國民黨不分區立委名單，但據傳時任屏東縣議會議長周典論也欲推薦自己女兒周芸均進不分區名單。蘇清泉對此不滿，表示如果屏東縣什麼事都由周典論說了算，他的聯盟將退出總統選戰，被外界認為雙方關係已瀕決裂。

## 得獎紀錄
2019年獲頒「世界傑出華人醫師霍英東獎」。

## 爭議
屏東縣東港安泰醫院在2024年10月發生火災，造成9人死亡，因而被發現院區有大量違建。屏東地檢署認為榮譽院長蘇清泉涉嫌過失致死罪以及違反《建築法》，在2025年2月5日以被告身分傳喚蘇清泉，訊後以新台幣500萬元交保。

## 選舉紀錄
| 年度 | 選舉屆數               | 選舉區                                 | 所屬政黨   | 得票數    | 得票率 | 當選標記 | 備註 |
| ---- | ---------------------- | -------------------------------------- | ---------- | --------- | ------ | -------- | ---- |
| 2008 | 第七屆立法委員選舉     | 屏東縣第三選舉區                       | 中國國民黨 | 50,195    | 43.00% |          |      |
| 2012 | 第八屆立法委員選舉     | 全國不分區及僑居國外國民立法委員選舉區 | 中國國民黨 | 5,863,279 | 44.55% |          |      |
| 2018 | 第十八屆屏東縣縣長選舉 | 屏東縣                                 | 中國國民黨 | 197,518   | 42.91% |          |      |
| 2022 | 第十九屆屏東縣縣長選舉 | 屏東縣                                 | 中國國民黨 | 206,460   | 46.59% |          |      |
| 2024 | 第十一屆立法委員選舉   | 全國不分區及僑居國外國民立法委員選舉區 | 中國國民黨 | 4,764,576 | 34.58% |          |      |

## 外部連結
- 蘇清泉的Facebook專頁
- YouTube上的蘇清泉頻道
- 立法院介紹蘇清泉 （页面存档备份，存于）